# Marché aux puces de Montsoreau
Les puces de Montsoreau est le plus grand marché aux puces du val de Loire, il regroupe toute l'année, les deuxièmes dimanches de chaque mois, une centaine de marchands professionnels. Situé dans le quartier du vieux-port, sur les bords de la Loire, ce marché aux puces est réputé pour la qualité et l'authenticité des objets de grande décoration qu'il propose.

## Historique
Le marché aux puces de Montsoreau a été créé en avril 1990 par la municipalité de Montsoreau en vue de développer le commerce et le tourisme de cette petite cité, classée parmi les plus beaux villages de France. La ville de Montsoreau s'est appuyée sur un tissu local d'antiquaires afin de définir la périodicité (une fois par mois, le deuxième dimanche), et l'identité de la manifestation. L'organisation du marché s'appuie encore aujourd'hui sur les antiquaires et élus du village, une de ses caractéristiques est de convoquer les brocanteurs et antiquaires à 5h30 le matin de la manifestation, et de tirer au sort les emplacements disponibles sur les quais du vieux-port.

## Label France-Europe Antiquités Qualité
Le marché aux puces de Montsoreau a reçu en 2006 le label France-Europe Antiquités Qualité, et fait ainsi partie des 52 manifestations labellisées en Europe,. Ce label est délivré par le SNCAO-GA (Syndicat National du Commerce de l'Antiquité, de l'Occasion, des Galeries d'Art moderne et contemporain), et déposé à l'Institut national de la propriété industrielle (INPI) et à l'OMPI (Organisation Mondiale de la Propriété Intellectuelle) à Genève.

## Culture du marché aux puces de Montsoreau
Les puces de Montsoreau accueillent des antiquaires et des brocanteurs spécialisés avec une offre diversifiée. Les visiteurs peuvent aussi bien y trouver des meubles anciens et vintages, des vêtements, de l'argenterie, des bijoux, des vêtements, que des objets asiatiques ou des tableaux. Les puces de Montsoreau sont aussi très fréquentées par les artistes, on peut y croiser Jacques Halbert, Aube Elléouët, ou Fabienne Godet, cette dernière y tourne en 2018 une scène de sa dernière réalisation Si demain...,

## Fréquentation
La manifestation a bénéficié de son image d'authenticité des marchandises, de son environnement direct des paysages du val de Loire, ainsi que de la notoriété de son château pour s'assurer immédiatement une fréquentation de 4000 visiteurs par manifestation. En 2011, la fréquentation se stabilise entre 6000 et 10000 visiteurs par manifestation, pour aujourd'hui dépasser régulièrement les 10000 visiteurs,.

## Le plus des puces
Une vingtaine de professionnels des métiers d'arts se sont rassemblés pour offrir leurs services pendant les puces de Montsoreau.Ces professionnels sont en mesure de restaurer des objets vendus par les antiquaires, mais également de proposer leurs créations ou des projets sur mesure. Ils touchent tous les domaines consacrés aux métiers d'art, et sont spécialisée dans la restauration, l'aménagement intérieur, ou la décoration.
.